# David Ogden Stiers
David Allen Ogden Stiers (Peoria, Illinois, 1942. október 31. – Newport, Oregon, 2018. március 3.) amerikai színész.

## Filmográfia

### Film

#### Színészként
| Év   | Magyar cím                        | Eredeti cím                         | Szerep                      | Magyar hang                   |
| ---- | --------------------------------- | ----------------------------------- | --------------------------- | ----------------------------- |
| 1971 | Hajts, mondta                     | Drive, He Said                      | tulajdonos                  |                               |
| 1977 | Te jó Isten!                      | Oh, God!                            | Mr. McCarthy                |                               |
| 1978 | Bohókás nyomozás                  | The Cheap Detective                 | százados                    | Juhász György                 |
| 1978 | A mágus                           | Magic                               | Todson                      | Sztarenki Pál (1. szinkron)   |
| 1978 | A mágus                           | Magic                               | Todson                      | Balázsi Gyula (1. szinkron)   |
| 1978 | A mágus                           | Magic                               | Todson                      | Várkonyi András (2. szinkron) |
| 1981 |                                   | Harry's War                         | Ernie                       |                               |
| 1985 | Magas barna férfi felemás cipőben | The Man with One Red Shoe           | karmester                   | Jakab Csaba                   |
| 1985 | Jobb, ha hulla vagy               | Better Off Dead                     | Al Meyer                    | Csankó Zoltán                 |
| 1985 | Lombikfeleség                     | Creator                             | Dr. Sid Kullenbeck          | Kajtár Róbert                 |
| 1985 | Lombikfeleség                     | Creator                             | Dr. Sid Kullenbeck          | Papp János                    |
| 1988 | Egy másik asszony                 | Another Woman                       | Marion apja fiatalon        | Benkő Gyula                   |
| 1988 | Az alkalmi turista                | The Accidental Tourist              | Porter Leary                | Melis Gábor                   |
| 1991 | Doc Hollywood                     | Doc Hollywood                       | Nick Nicholson polgármester | Kisfalussy Bálint             |
| 1991 | Árnyak és köd                     | Shadows and Fog                     | Hacker                      | Balázsi Gyula                 |
| 1994 | Vasakarat                         | Iron Will                           | J.W. Harper                 |                               |
| 1995 | Rossz társaság                    | Bad Company                         | Beach bíró                  |                               |
| 1995 | Hatalmas Aphrodité                | Mighty Aphrodite                    | Laiosz                      | Breyer László                 |
| 1995 | Kis simli, nagy simli             | Steal Big Steal Little              | Winton Myers bíró           | Pataky Imre                   |
| 1996 | A varázsige: I love you           | Everyone Says I Love You            | Holden apja                 | Kardos Gábor                  |
| 1997 | Botrány TV                        | Meet Wally Sparks                   | Floyd Preston kormányzó     | Cs. Németh Lajos              |
| 1997 | Dzsungelből dzsungelbe            | Jungle 2 Jungle                     | Alexei Jovanovic            | Rajhona Ádám                  |
| 1998 | Alibi törzs                       | Krippendorf's Tribe                 | Henry Spivey                | Csuja Imre                    |
| 1999 |                                   | The Stand-In                        | Smith professzor            |                               |
| 2001 | Vad kanok                         | Tomcats                             | Dr. Crawford                | Barbinek Péter                |
| 2001 | A jade skorpió átka               | The Curse of the Jade Scorpion      | Voltan                      | Szilágyi Tibor                |
| 2001 | Mi lenne, ha?                     | The Majestic                        | Doc Stanton                 | Láng József                   |
| 2008 | Újra együtt most először          | Together Again for the First Time   | Max Frobisher               |                               |
| 2009 |                                   | Not Dead Yet                        | William Weinshawler         |                               |
| 2017 |                                   | Neil Stryker and the Tyrant of Time | Admirális                   |                               |

#### Szinkronszínészként
| Év   | Magyar cím                                            | Eredeti cím                                                 | Szerep                  | Magyar hang                             |
| ---- | ----------------------------------------------------- | ----------------------------------------------------------- | ----------------------- | --------------------------------------- |
| 1971 |                                                       | THX 1138                                                    | bemondó                 |                                         |
| 1991 | A szépség és a szörnyeteg                             | Beauty and the Beast                                        | Tik-Tak úr / Cogsworth  | Harkányi Endre (1-2. szinkron)          |
| 1991 | A szépség és a szörnyeteg                             | Beauty and the Beast                                        | Tik-Tak úr / Cogsworth  | Vincze Gábor Péter (ének – 2. szinkron) |
| 1991 | A szépség és a szörnyeteg                             | Beauty and the Beast                                        | Narrátor                | Mécs Károly                             |
| 1991 | A szépség és a szörnyeteg                             | Beauty and the Beast                                        | Narrátor                | N/A                                     |
| 1992 | Porco Rosso – A mesterpilóta (angol változat)         | Porco Rosso                                                 | Piccolo nagypapa        | Botár Endre                             |
| 1995 | Napoleon – Kis kutya, nagy pácban (angol változat)    | Napoleon                                                    | koala / bagoly          |                                         |
| 1995 | Pocahontas                                            | Pocahontas                                                  | Ratcliffe kormányzó     | Sinkó László                            |
| 1995 | Pocahontas                                            | Pocahontas                                                  | Ratcliffe kormányzó     | Sárkány Kázmér (ének)                   |
| 1995 | Pocahontas                                            | Pocahontas                                                  | Wiggins                 | Stohl András                            |
| 1996 | A Notre Dame-i toronyőr                               | The Hunchback of Notre Dame                                 | Esperes                 | Szabó Gyula                             |
| 1996 | A Notre Dame-i toronyőr                               | The Hunchback of Notre Dame                                 | Esperes                 | Sárkány Kázmér (ének)                   |
| 1997 | A szépség és a szörnyeteg 2. – Varázslatos karácsony  | Beauty and the Beast: The Enchanted Christmas               | Cogsworth               | Harkányi Endre                          |
| 1997 | A szépség és a szörnyeteg 2. – Varázslatos karácsony  | Beauty and the Beast: The Enchanted Christmas               | Cogsworth               | Vincze Gábor Péter (ének)               |
| 1998 | A szépség és a szörnyeteg 3. – Belle bűvös világa     | Belle's Magical World                                       | Cogsworth               | Harkányi Endre                          |
| 1998 | A szépség és a szörnyeteg 3. – Belle bűvös világa     | Belle's Magical World                                       | Cogsworth               | Harsányi Gábor                          |
| 1998 | Pocahontas 2. – Vár egy új világ                      | Pocahontas II: Journey to a New World                       | Ratcliffe kormányzó     | Sinkó László                            |
| 1999 | A Yamada család (angol változat)                      | My Neighbors the Yamadas                                    | narrátor                | Cs. Németh Lajos                        |
| 2001 | Atlantisz – Az elveszett birodalom                    | Atlantis: The Lost Empire                                   | Fenton Q. Harcourt      | Sinkó László                            |
| 2001 | Chihiro Szellemországban (angol változat)             | Spirited Away                                               | Kamadzsi                | Gruber Hugó                             |
| 2001 | Mickey varázslatos karácsonya: Hórabság az Egértanyán | Mickey's Magical Christmas: Snowed in at the House of Mouse | Tik-Tak úr / Cogsworth  |                                         |
| 2002 | Lilo és Stitch – A csillagkutya                       | Lilo & Stitch                                               | Dr. Jumba Jookiba       | Gesztesi Károly                         |
| 2003 | Stitch! – A csillagkutya legújabb kalandjai           | Stitch! The Movie                                           | Dr. Jumba Jookiba       | Gesztesi Károly                         |
| 2003 | Batman: Batwoman rejtélye                             | Batman: Mystery of the Batwoman                             | Pingvin                 |                                         |
| 2004 |                                                       | The Cat That Looked at a King                               | Király / Miniszterelnök |                                         |
| 2004 | Micimackó: Tavaszolás Zsebibabával                    | Winnie the Pooh: Springtime with Roo                        | Mesélő                  | Kristóf Tibor                           |
| 2004 | Stréber                                               | Teacher's Pet                                               | Mr. Jolly               |                                         |
| 2005 | PiROSSZka – A jó, a rossz, a farkas, MEGAnagyi        | Hoodwinked!                                                 | Rongyláb Nicky          | Benedek Miklós                          |
| 2005 | Lilo és Stitch 2. – Csillagkutyabaj                   | Lilo & Stitch 2: Stitch Has a Glitch                        | Dr. Jumba Jookiba       | Gesztesi Károly                         |
| 2005 | The Origin of Stitch                                  |                                                             | Dr. Jumba Jookiba       |                                         |
| 2005 |                                                       | Pooh's Heffalump Halloween Movie                            | narrátor                |                                         |
| 2006 | Lány a vízben                                         | Lady in the Water                                           | narrátor                |                                         |
| 2006 |                                                       | Leroy & Stitch                                              | Dr. Jumba Jookiba       |                                         |
| 2011 | Megint PiROSSZka! – Ellenrossz a rossz ellen          | Hoodwinked Too! Hood vs. Evil                               | Rongyláb Nicky          |                                         |

### Televízió

#### Tévéfilm
| Év   | Magyar cím                                   | Eredeti cím                                       | Szerep                         | Magyar hang  |
| ---- | -------------------------------------------- | ------------------------------------------------- | ------------------------------ | ------------ |
| 1977 |                                              | A Circle of Children                              | Dan Franklin                   |              |
| 1979 |                                              | Breaking Up Is Hard to Do                         | Howard Freed                   |              |
| 1983 | Jámbor lelkek külföldön                      | The Innocents Abroad                              | Doktor                         | Buss Gyula   |
| 1985 |                                              | The Bad Seed                                      | Emory Breedlove                |              |
| 1986 |                                              | Mrs. Delafield Wants to Marry                     | Horton Delafield               |              |
| 1986 | Perry Mason: A megszállott nővér esete       | Perry Mason: The Case of the Notorious Nun        | Michael Reston kerületi ügyész |              |
| 1986 | Perry Mason: A lövöldöző sztár esete         | Perry Mason: The Case of the Shooting Star        | Michael Reston kerületi ügyész |              |
| 1987 | Alamo – A 13 napos ostrom                    | The Alamo: Thirteen Days to Glory                 | Black ezredes                  | Németh Gábor |
| 1987 |                                              | J. Edgar Hoover                                   | Franklin D. Roosevelt          |              |
| 1987 | Perry Mason: Az elveszett szerelem           | Perry Mason: The Case of the Lost Love            | Michael Reston kerületi ügyész |              |
| 1987 | Perry Mason: A meggyilkolt hölgy esete       | Perry Mason: The Case of the Murdered Madam       | Michael Reston kerületi ügyész |              |
| 1987 | Perry Mason - A botrányos csirkefogó esete   | Perry Mason: The Case of the Scandalous Scoundrel | Michael Reston kerületi ügyész |              |
| 1987 | Perry Mason: The Case of the Sinister Spirit | Perry Mason: A vészjósló szellem esete            | Michael Reston kerületi ügyész |              |
| 1988 | Perry Mason: A lány, aki túl sokat tudott    | Perry Mason: The Case of the Avenging Ace         | Michael Reston kerületi ügyész |              |
| 1988 | Perry Mason – Hölgy a tóban                  | Perry Mason: The Case of the Lady in the Lake     | Michael Reston kerületi ügyész |              |
| 1989 | A nap                                        | Day One                                           | Franklin D. Roosevelt          |              |
| 1989 | Utolsó figyelmeztetés                        | Final Notice                                      | Mr. Ringgold                   |              |
| 1989 |                                              | The Final Days                                    | Alexander Haig                 |              |
| 1990 |                                              | Billy's Tod                                       | Charles Tulane                 |              |
| 1991 |                                              | Wife, Mother, Murderer                            | John Homan                     |              |
| 1992 |                                              | The Last of His Tribe                             | Dr. Saxton Pope                |              |
| 1993 | Ártatlanul vádolva                           | Without a Kiss Goodbye                            | Gerald Orr                     |              |
| 1994 | Múlt idő                                     | Past Tense                                        | Dr. Bert James                 |              |
| 1995 | Szabaddá válni                               | Taking Liberty                                    | Benjamin Franklin              |              |
| 1996 | Gyógyító szeretet                            | To Face Her Past                                  | Ken Bradfield                  | Konrád Antal |
| 1997 | Az ötödik hős                                | Justice League of America                         | J'onn J'onzz / Marsbéli Vadász | Németh Gábor |
| 2001 | Gyilkos sorok: Az utolsó szabad ember        | Murder, She Wrote: The Last Free Man              | Stanford Thornton              | Láng József  |
| 2004 |                                              | Cable Beach                                       | Doc McWhirter                  |              |
| 2017 | Offline módban                               | The Joneses Unplugged                             | Ralph Wilson                   |              |

#### Sorozat
- Kojak (1975)
- Charlie angyalai (1976)
- Mary Tyler Moore (1976-1977)
- M.A.S.H. (1977-1983)
- Észak és Dél (1985)
- Észak és dél - 2. könyv (1986)
- Gyilkos sorok (1986-1996)
- Matlock (1987-1988)
- Alf (1988)
- Ray Bradbury színháza (1989)
- Star Trek: Az új nemzedék (1991)
- Quinn doktornő (1997)
- 101 kiskutya (1998)
- Két pasi meg egy csajszi (1998)
- Ally McBeal (1998)
- Ügyvédek (1999)
- Végtelen határok (1999)
- Hódító hódok (1999)
- Pénz és szerelem (1999-2000)
- A Thornberry család (2000)
- Pénz, pénz, pénz (2000)
- Csak egy kis para (2000)
- Tanárok kedvence (2000-2002)
- Mickey egér klubja (2001-2002)
- Az igazság ligája (2002)
- A holtsáv (2002-2007)
- Angyali érintés (2003)
- Frasier – A dumagép (2003)
- Lilo & Stitch: The Series (2003-2006)
- Amerikai sárkány (2005)
- Az igazság ligája: Határok nélkül (2006)
- Csillagkapu: Atlantisz (2006-2007)
- Lépéselőnyben (2011)
- Parkműsor (2011-2016)
- Született detektívek (2015)

## Fordítás
- Ez a szócikk részben vagy egészben  a   David Ogden Stiers című angol Wikipédia-szócikk fordításán alapul.  Az eredeti cikk szerkesztőit annak laptörténete sorolja fel. Ez a jelzés csupán a megfogalmazás eredetét és a szerzői jogokat jelzi, nem szolgál a cikkben szereplő információk forrásmegjelöléseként.